# 2023 en Finlande
Chronologie de la Finlande
- 2019
- 2020
- 2021
- 2022
- 2023
- 2024
- 2025
- 2026
- 2027

Cette page concerne les évènements survenus en 2023 en Finlande :

## Évènement
- 1er mars - Le Parlement finlandais approuve par 184 voix contre sept l'adhésion du pays à l'OTAN et adopte les documents fondateurs de l'alliance militaire.
- 2 avril - Élections législatives finlandaises de 2023 : Les Finlandais se rendent aux urnes pour élire les 200 membres du Parlement. Le Parti de la coalition nationale de centre-droit remporte le plus grand nombre de voix avec 20,7 %, tandis que le Parti social-démocrate au pouvoir se place en troisième position avec 19,9 %. Le Parti des Finlandais devient le deuxième plus grand parti au Parlement et obtient son plus grand nombre de voix avec 20,1 %. (Résultats par circonscription)
- 4 avril : Adhésion de la Finlande à l'OTAN.
- 10 mai : Effondrement du pont d'Espoo.
- 20 juin :
  - Élections législatives en Finlande : Petteri Orpo est officiellement nommé 47e Premier ministre et son cabinet est formé.
  - L'ancien dirigeant du Parti des Finlandais, Jussi Halla-aho, est nommé président du Parlement finlandais.
- 30 juin : Vilhelm Junnila, du Parti des Finlandais, annonce qu'il démissionne de son poste de ministre des Affaires économiques au sein du cabinet Orpo. Les actions passées de Junnila et ses liens potentiels avec des organisations néo-nazies ont fait l'objet de vives discussions.
- 14 décembre : La Finlande annonce la création d'un accord de coopération en matière de défense avec les États-Unis. L’accord accordera à la Finlande l’accès aux ressources militaires américaines pour les utiliser dans des opérations défensives, tandis que les États-Unis bénéficieront d’un accès militaire au pays en cas de conflit[1].

## Culture

### Littérature
- Prix Finlandia : Sirpa Kähkönen (fi) pour 36 uuma : Väärässä olemisen historia

## Sport
- Championnat de Finlande de football 2023
- Championnat de Finlande de hockey sur glace 2022-2023
- Championnat de Finlande de hockey sur glace 2023-2024
- 23-29 janvier : Organisation des championnats d'Europe de patinage artistique 2023
- 12-28 mai : Organisation du championnat du monde de hockey sur glace 2023
- 12-16 juillet : Organisation des championnats d'Europe espoirs d'athlétisme 2023
- 17-19 novembre : Grand-Prix d'Espoo 2023

## Sortie de film
- Amours à la finlandaise
- Les Feuilles mortes

## Décès
- 22 avril : Ulf Sundqvist, homme politique
- 5 mai : Siiri Rantanen, fondeuse, athlète et cycliste sur piste
- 5 mai : Martti Aiha, Martti Aiha
- 29 mai : Teppo Rastio, joueur de hockey sur glace
- 30 juin : Janne Korhonen, taekwondoïste
- 4 juillet : Miki Liukkonen, écrivain et musicien
- 28 juillet : Timo Hirvonen, entraîneur de hockey sur glace
- 16 octobre : Martti Ahtisaari, homme politique
- 28 octobre : Erkki Antila, biathlète
- 3 novembre  : Matti Reunamäki, joueur de hockey sur glace
- 9 novembre : Juha Leiviskä, architecte
- 11 novembre : Kari Rahkamo, homme politique